# Онивабан
Онивабан (яп. 御庭番, букв. «охрана внутреннего двора») — группа шпионов и тайных агентов, существовавшая в средневековой Японии. Она была создана восьмым сёгуном, Токугавой Ёсимунэ (1684—1751), имела небольшую численность, получала приказы лично от сёгуна и занималась шпионажем, разведкой и сбором информации. Изначально в неё входило около 20 тщательно отобранных разведчиков, предоставлявших сёгуну информацию об окружавших его даймё и придворных чиновниках. Иногда члены Онивабан пользовались помощью кобусин-ката, агентов самого низкого ранга, притворявшихся странствующими ремесленниками и находившихся под наблюдением ниндзя из провинции Ига. Члены Онивабан соблюдали строгий кодекс правил, которые в некоторых случаях запрещали им общаться с обычными людьми. По слухам, во время смутного времени бакумацу шпионов из Онивабан посылали в США, чтобы они могли наблюдать не только за сёгунской оппозицией, но и за американцами.